# Visceral Evisceration
Visceral Evisceration est un groupe autrichien de death-doom, originaire de Vienne, actif entre 1991 et 1995, qui allait plus tard se rebaptiser As I Lay Dying.

## Histoire
En 1991, le chanteur et guitariste Hannes Wuggenig quitte la Carinthie pour Vienne afin de commencer un projet de groupe. Peu de temps après, le guitariste Hannes Nagel, le bassiste Dominik Lirsch et le batteur Stephan Strnad rejoignent le groupe. En février 1993, le groupe enregistre une première démo, Savour of the Seething Meat. Par la suite, le guitariste Nagel est remplacé par Jürgen Hajek et un contrat est signé avec Napalm Records. C'est sous ce label qu'est sorti en 1994. 
Le premier album Incessant Desire for Palatable Flesh, qui contenait deux nouvelles chansons en plus de celles déjà connues de la démo. Le groupe quitte ensuite Napalm Records et se rebaptise As I Lay Dying. Après la publication d'une démo en 1995, le groupe se sépare.

## Style musical
Dans son Heavy-Metal-Lexikon, Matthias Herr trouve sur l'album Incessant Desire for Palatable Flesh, outre des influences death metal, des influences de metal gothique. Les chansons seraient toutes, sans exception, trop longues, alors que la plupart d'entre elles se situent dans la zone mid-tempo. L'utilisation occasionnelle d'une chanteuse d'opéra et d'un claviériste était également caractéristique, mais ni l'un ni l'autre n'étaient mentionnés dans le livret de l'album. Le chant de Wuggenig alterne « entre des growls D.M. sombres et une voix gothique sonore ». La mélancolie contraste avec les paroles drastiques : des chansons comme Gangling Menstrual Blood-Broth for Supper parlent d'un médecin malade qui profane des cadavres et consomme des vagins ensanglantés ou At the Epicurean Gynaecologist, qui parle d'un gynécologue qui assassine les femmes qui le consultent. Adam Wasylyk de chroniclesofchaos.com classe le style musical dans le death metal et le doom metal, le chant étant plus proche du doom metal que du death metal. 

## Discographie
- 1993 : Savour of the Seething Meat (démo)
- 1994 : Incessant Desire for Palatable Flesh (album, Napalm Records)
- 1995 : Promo 1995 (démo, sous As I Lay Dying)
- 2019 : The Lost Tapes